# Panoz Esperante GTR-1

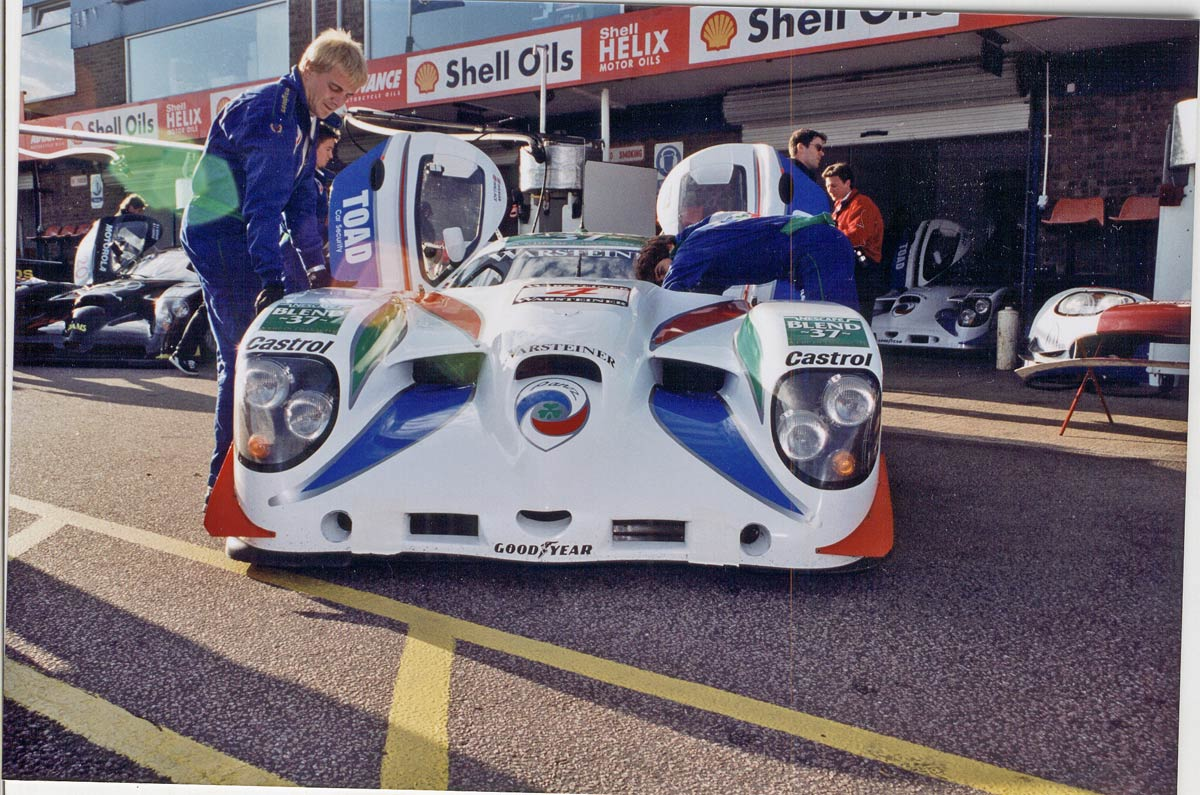
Przód Panoza Esperante GTR-1

Panoz Esperante GTR-1 – samochód wyścigowy skonstruowany i produkowany w latach 1997-2004 przez amerykańską markę Panoz. Prędkość maksymalna wynosi 329 km/h. Istnieje również hybrydowa wersja pojazdu, produkowana w 1998 r. Do napędu użyto jednostki V8, stworzoną przez Forda. Model nie ma homologacji drogowej. Osiągami zbliżony jest do F1. Następcą został Panoz LMP-1 Roadster-S.

## Q9 Hybrid

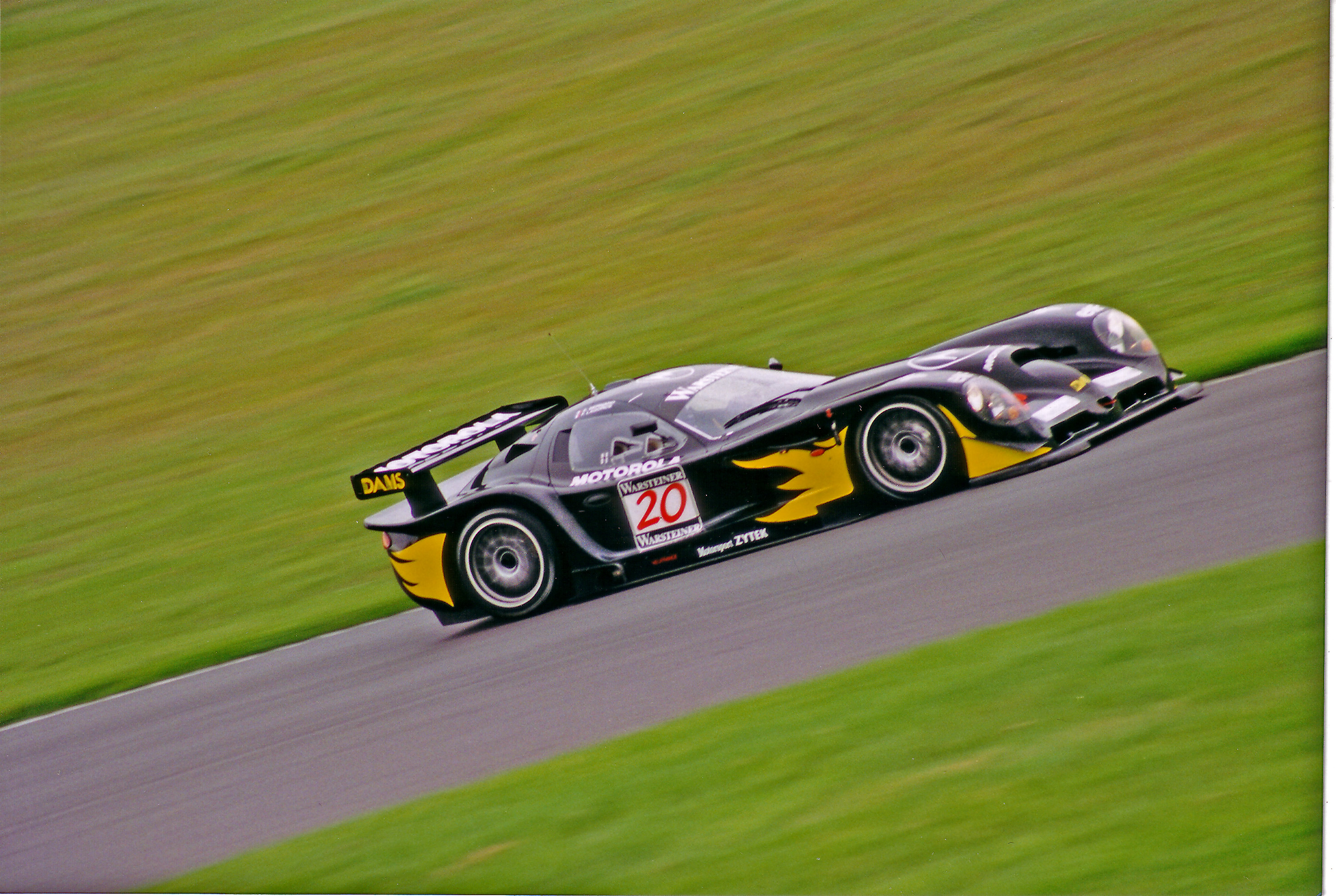
Panoz Esperante GTR-1 - wersja hybrydowa

W 1998 r. Panoz doszło do zgody z angielskią firmą Zytek, do opracowania dla Panoza Esperante GTR-1 silnika hybrydowego. Zużywałby on mniej paliwa, uzyskując podobne osiągi. Zamontowano komplet baterii elektrycznych. Żeby je naładować, układ hamulcowy wytwarzał dużo marnowanego ciepła, więc postanowiono, że ciepło z hamulców można przemienić na energię elektryczną. Dzięki takiemu rozwiązaniu, mógł mieć mniej postojów w mistrzostwach Le Mans.

## Dane techniczne

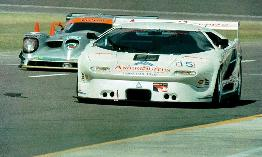
Panoz GTR-1 (na 2-gim planie) przy Vectorze M12

### Silnik
- V8 5,3 l 32V OHV, Ford
- Moc maksymalna: 600 KM

### Osiągi
- Prędkość maksymalna: 329 km/h
- Przyspieszenie 0-100 km/h: 3,3 s